# Paraphlepsius tennessa
Paraphlepsius tennessa är en insektsart som beskrevs av Delong 1916. Paraphlepsius tennessa ingår i släktet Paraphlepsius och familjen dvärgstritar. Inga underarter finns listade i Catalogue of Life.